# Краснополье (Сахалинская область)
Краснопо́лье — село в Углегорском муниципальном районе Сахалинской области России. Входит в состав Углегорского городского поселения.

## География
Село находится на берегу реки Углегорка, на расстоянии 18 км от города Углегорск, административного центра района.

## История
До 1945 года принадлежало японскому губернаторству Карафуто и называлось Камиэсутору (яп. 上恵須取). После передачи Южного Сахалина СССР село 15 октября 1947 года получило современное название — по своему положению среди красивых полей и долин.

## Население
| 1935 | 2002 |
| ---- | ---- |
| 3166 | 958  |

| 2002 | 2010 | 2013 | 2021 |
| ---- | ---- | ---- | ---- |
| 958  | ↘726 | ↘665 | ↘341 |

### Половой состав
Согласно результатам переписи 2002 года, в селе проживало 958 человек (445 мужчин и 513 женщин).

### Национальный состав
Согласно результатам переписи 2002 года, в национальной структуре населения русские составляли 82 % из 958 чел.

## Улицы
| - пер. Нагорный, - ул. Новая, - ул. Речная - ул. Советская, | - ул. Урожайная, - ул. Центральная, - ул. Черёмушки, - ул. Юбилейная. |

## Известные уроженцы
- Бродская, Илона Николаевна (род. 1967) — российская актриса театра и кино. Заслуженная артистка Российской Федерации.